# Комиссия Винограда

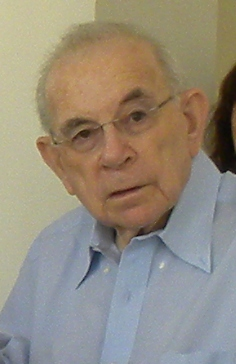
Председатель комиссии Элияху Виноград через пять лет после завершения её работы

Комиссия Винограда (ивр. ועדת וינוגרד‎; официальное название — Комиссия по расследованию военных действий в Ливане 2006 года, ивр. הוועדה לבדיקת אירועי המערכה בלבנון 2006‎) — государственная следственная комиссия, сформированная решением правительства Израиля 17 сентября 2006 года с целью расследования действий высшего руководства страны и военного командования в ходе Ливанской войны 2006 года. Главой комиссии был назначен бывший судья Верховного суда Израиля Элияху Виноград.
Комиссия опубликовала промежуточный отчёт 30 апреля 2007 года и заключительный отчёт 30 января 2008 года. В своих выводах члены комиссии писали о проблематичном процессе принятия решений, приведшем к началу боевых действий, отсутствии ясности в отношении целей, которые предполагалось достичь в ходе кампании, и несоответствии ставившихся задач задействованным силам. Отмечались ошибки, допущенные премьер-министром Эхудом Ольмертом, министром обороны Амиром Перецом и, в определённой степени, начальником Генерального штаба АОИ Даном Халуцем. В то же время отчёты не содержали рекомендаций об отставке премьер-министра (Перец и Халуц подали в отставку до публикации промежуточного отчёта).

## Предпосылки создания
12 июля 2006 года боевики ливанской организации «Хезболла» атаковали израильский патруль рядом с израильско-ливанской границей. В ходе атаки трое израильских солдат погибли, а ещё двое были захвачены нападавшими, затем ушедшими вглубь ливанской территории. Духовный лидер «Хезболлы» Хасан Насралла объявил, что требует освобождения арабских заключённых из израильских тюрем в обмен на возвращение солдат.
В ответ на нападение и в попытке вернуть захваченных солдат Армия обороны Израиля начала массированный артиллерийский обстрел приграничной территории Ливана, израильская авиация нанесла удары по дорогам и мостам в районе нападения, чтобы перекрыть боевикам пути отхода, однако все эти действия были безрезультатными, так как информация о захвате пленных поступила с опозданием. Вечером того же дня на заседании правительства Израиля премьер-министр Эхуд Ольмерт заявил, что похищение израильтян должно быть наказано, чтобы подобные действия не повторялись впредь. Обстрел территории Ливана был продолжен, а затем на территории этой страны была развёрнута операция сухопутных войск Израиля. Комбатанты «Хезболлы» вели местные бои против сил АОИ и ракетные обстрелы территории Израиля (в среднем выпускалось порядка 120 ракет в день). Боевые действия продолжались до 14 августа 2006 года, когда было достигнуто прекращение огня в соответствии с резолюцией 1701 Совета безопасности ООН. За это время были убиты 153 израильтянина, из них 36 гражданских лиц погибли в результате ракетных обстрелов; около 2000 человек на израильской стороне получили ранения, материальный ущерб превысил 5 млн шекелей. Потери ливанской стороны оценивались разными источниками в широком диапазоне; так, число погибших боевиков «Хезболлы» сама организация оценивала в 250, АОИ — в 600, представители ООН и правительства Ливана — в 500. Следственная комиссия по Ливану, учреждённая Советом безопасности ООН, сообщала о 1191 погибшем и 4409 раненых ливанцах (не делая различий между боевиками и мирными жителями).
Хотя сама кампания в Ливане получила широкую поддержку в израильском обществе, уже в ходе войны процесс принятия и реализации решений государственным и военным руководством вызвал общественный протест. Протестовали как солдаты-резервисты, так и известные общественные деятели, выдвигались требования отставки премьер-министра и других высших должностных лиц, принимавших решения, которые оценивались как проблематичные — министра обороны Амира Переца и начальника Генштаба АОИ Дана Халуца. По окончании войны широкие слои общественности выступили с требованием учреждения национальной следственной комиссии.

## Формирование комиссии
Вскоре после окончания военных действий министерство обороны Израиля назначило внутреннюю комиссию по рассмотрению принятия решений, касающихся ведения кампании, во главе с бывшим начальником Генерального штаба Амноном Липкиным-Шахаком, однако после критики со стороны армейского руководства и прессы комиссия была распущена уже 22 августа. Та же судьба постигла и несколько других внутренних комиссий, и требования учреждения национальной независимой следственной комиссии продолжались. Решение о создании такой комиссии было принято правительством Израиля 17 сентября 2006 года; от неё требовалось «изучить подготовку и осуществление военно-политическим руководством всех направлений Северной кампании, начавшейся 12 июля 2006 г.» Её отличие от аналогичных комиссий в прошлом состояло в том, что её членов назначал не Верховный суд Израиля, а её выводы, в особенности рекомендации по санкциям, не имели строго обязательной юридической силы (уже 18 сентября юридический советник правительства Мени Мазуз отметил, что комиссия в частности не имеет права давать рекомендацию об отставке главы правительства, который её назначал). В то же время в случае, если бы комиссия пришла к выводу, что тот или иной государственный чиновник виновен в осознанном или неосознанном нарушении закона, она имела полномочия рекомендовать отдачу такого лица под суд.
Первоначально возглавить комиссию было предложено бывшему директору «Моссада» Нахуму Адмони. Тот, однако, отказался от участия в комиссии и рекомендовал назначить её председателем бывшего судью; так главой комиссии стал бывший член Верховного суда Элияху Виноград, уже имевший опыт участия в следственных комиссиях по различным вопросам. Поскольку в задачи комиссии входило расследование роли не только гражданского, но и военного руководства, Виноград и Адмони рекомендовали включить в неё отставного военного в звании генерал-майора. В итоге в состав комиссии вошли двое генерал-майоров в отставке — Менахем Эйнан и Хаим Надель. Другими членами комиссии стали профессор-правовед Рут Габизон, известная своей правозащитной деятельностью, и профессор-политолог Йехезкель Дрор, недавний лауреат Премии Израиля.
Ряд общественных организаций выступил с протестами против назначения комиссии правительством страны, требуя, чтобы она вместо этого была назначена Верховным судом. Высший суд справедливости, однако, эти требования отклонил.

## Работа комиссии
Комиссия Винограда имела полномочия на проведение независимого расследования, включая вызов свидетелей; однако в её отчётах упоминалось, что государственные ведомства и лица, принимавшие непосредственное участие в подготовке и проведении кампании в Ливане, на сотрудничество шли неохотно, вместо этого «ожидая» отчёта, по следам которого можно будет начать исправление ошибок. Процесс сбора свидетельских показаний был начат в ноябре 2006 года.
В ходе работы комиссии член кнессета Захава Гальон обратилась в Высший суд справедливости с требованием о том, чтобы слушания комиссии были открытыми, а протоколы каждого заседания публиковались. Это требование суд решил удовлетворить, но к тому времени дача показаний была завершена, и в качестве компромисса был создан интернет-сайт, на котором должны были быть выложены протоколы, при условии, что их содержание не вредит интересам безопасности страны. В общей сложности из показаний 75 допрошенных свидетелей были опубликованы 30 — в основном членов правительства и гражданских служащих.

## Промежуточный отчёт
Промежуточный отчёт комиссии был обнародован 30 апреля 2007 года. Он содержал жёсткую критику процесса принятия решений в преддверии начала военной операции и в её ходе:
- Решение о начале полномасштабной военной операции было принято в отсутствие детального и всеобъемлющего плана действий, согласованного с военными экспертами, и подробного анализа специфики вероятного театра военных действий в Ливане. В частности, авторы решения не учли, что начало военных действий на территории Ливана неминуемо приведёт к массовым ракетным обстрелам Израиля, а для ликвидации ракетного потенциала «Хезболлы» потребуется продолжительная наземная операция, которая обойдётся дорого и не будет пользоваться общественной поддержкой.
- Принимая решение о полномасштабной военной операции, правительство не изучило возможные альтернативные пути освобождения захваченных солдат. Армия обороны Израиля, в свою очередь, не проявила инициативы и не предложила правительству такие альтернативы.
- Санкцию правительства на операцию удалось получить, в частности, благодаря расплывчатому определению её целей и методов, что позволило обеспечить поддержку министров с различными — зачастую противоположными — взглядами на внешнюю политику Израиля. Часть заявленных целей была объективно недостижима при тех методах, которыми велась кампания, на что внимание правительства должно было обратить военное командование, которое, однако, этого не сделало. В частности, не была объявлена ранняя мобилизация резервистов и не были созданы условия для их тренировки и снабжения. Когда несовместимость целей и средств стала очевидной, правительство не скорректировало цели операции, вместо этого выступая с заявлениями, что военные действия будут продолжены до их достижения[9][10].

Члены руководства, выделенные комиссией Винограда
Хотя критике было подвергнуто всё правительство, среди представителей власти, ответственных за принятие ошибочных решений, комиссия выделила премьер-министра, министра обороны и начальника ГШ АОИ. Это было сделано, поскольку, по выводам комиссии, если бы хоть кто-то из этих троих повёл себя более ответственно, результаты кампании могли быть намного более благоприятными для Израиля. В частности, премьер-министр критиковался за поспешное принятие решений, отказ прислушаться к контраргументам и нежелание корректировать планы в соответствии с развитием событий, министр обороны — за неосведомлённость о состоянии вооружённых сил на момент начала кампании и о принципах ведения войны в целом, а начальник Генерального штаба — за то, что не вмешался в процесс принятия решений неопытными в военном деле гражданскими политиками и не представил им информации о положении дел в армии.
Определённую ответственность за произошедшее, по мнению комиссии, несли и более ранние правительства, в том числе выведшие израильские войска из Ливана в 2000 году без их замещения ливанской армией, что позволило «Хезболле», воспользовавшись вакуумом власти, превратить Южный Ливан в свой плацдарм. Предыдущие правительства, по выводам комиссии, также ответственны за отсутствие у Израиля последовательной долгосрочной доктрины безопасности, принимающей во внимание возможность новых угроз. Некомпетентность, по мнению комиссии, проявили также в целом руководство АОИ, не подготовившее армию надлежащим образом, и эксперты Совета национальной безопасности, в чьи задачи входит предоставление правительству независимых от Генерального штаба квалифицированных советов в области обороны.
Рекомендации, содержавшиеся в промежуточном отчёте комиссии Винограда, касались в частности, вовлечения МИДа Израиля и его дипломатического корпуса в процесс принятия решений в сфере безопасности; совершенствования работы Совета национальной безопасности; и создания при канцелярии премьер-министра центра кризисного управления.

## Заключительный отчёт
Заключительный отчёт объёмом 700 страниц был обнародован комиссией Винограда 30 января 2008 года. В нём, как и в промежуточном отчёте, были рассмотрены многочисленные ошибки и недочёты в процессе принятия решений, отсутствие надлежащего стратегического планирования в политическом руководстве и военном командовании, равно как и в коммуникации между ними.
Низко оценивался уровень боеготовности Армии обороны Израиля в целом и сухопутных войск в частности. Причину проблемы комиссия видела во многолетнем стратегическом ориентировании армии на борьбу с палестинскими боевиками и убеждённости политического и военного руководства в малой вероятности полномасштабного военного конфликта с соседними арабскими странами. Значительная часть отчёта была посвящена неспособности АОИ контролировать арсенал ракет малой дальности (так называемых «Катюш»), которым располагала «Хезболла». Внимание разведки со времени вывода израильских войск из Ливана было сосредоточено на входивших в её арсенал ракетах иранского производства средней («Фаджр») и высокой дальности («Зильзаль»), в результате чего их пусковые установки были подавлены израильскими ВВС в первую же ночь после начала операции, но «Катюши» как следует не отслеживались. Отдельно критиковалась излишняя убеждённость начальника Генерального штаба в способности ВВС самостоятельно достичь целей операции без широкомасштабного развёртывания сухопутных войск, хотя сами по себе действия ВВС оценивались скорее в положительном ключе, в отличие от действий сухопутных войск.
Отчёт не содержал рекомендаций по санкциям в отношении конкретных государственных и военных деятелей. Члены комиссии объясняли это тем, что с их точки зрения основной целью отчёта было выявление структурных и системных проблем и путей их устранения, а не поиск виновных. По словам членов комиссии, поскольку ошибки совершались не только руководителями тех или иных структур и ведомств, они не хотели возлагать ответственность исключительно на руководство. В то же время отсутствие рекомендаций о персональных санкциях не должно восприниматься как отрицание личной ответственности совершавших ошибки.

## Последствия и критика
Уже к моменту публикации промежуточного отчёта комиссии в отставку подали начальник Генштаба АОИ Дан Халуц и министр обороны Амир Перец; последний проиграл также внутрипартийные выборы в партии «Авода» бывшему премьер-министру и начальнику ГШ АОИ Эхуду Бараку, который занял пост министра обороны в правительстве Ольмерта. Первоначально Барак заявлял, что покинет правительство, если Ольмерт после публикации окончательного отчёта комиссии Винограда не подаст в отставку, но в итоге остался в кабинете, когда этого не произошло. Своё решение он объяснил тем, что выводы комиссии в отношении премьер-министра оказались не такими суровыми, как ожидалось. Несколько других членов правительственного кабинета от партии «Авода» (министр культуры Офир Пинес-Паз, министр без портфеля и генеральный секретарь «Аводы» Эйтан Кабель) подали в отставку со своих постов либо вскоре после окончания войны, либо после публикации промежуточного отчёта комиссии Винограда. После публикации отчётов комиссии призывы к Ольмерту подать в отставку озвучивали и в его собственной партии «Кадима» министр иностранных дел Ципи Ливни и председатель коалиции Авигдор Ицхаки, в итоге сам ушедший из кнессета.
Несмотря на призывы членов правительственной коалиции и массовые демонстрации с требованиями отставки премьер-министра, Эхуд Ольмерт остался на своём посту, пообещав, что ошибки кампании будут учтены и быстро исправлены. Заключительный отчёт комиссии Винограда он публично оценил как «снимающий с него моральную стигму». Общественное мнение, резко отрицательное по отношению к премьер-министру после публикации промежуточного отчёта, стало менее резким после заключительного (весной 2007 года 36 % участников опросов называли Ольмерта главным виновником неудовлетворительных результатов кампании и 68 % считали, что он должен подать в отставку, а в 2008 году эти цифры снизились до 14 % и 53 % соответственно).
Комиссия Винограда и её отчёт подвергались критике с различных позиций. Критике подвергался сам процесс назначения комиссии, состоящей из «людей с государственным мышлением», близких к политическому истеблишменту, и лишённой права вынести рекомендации об отставке премьер-министра; таким образом, по мнению сторонников этой точки зрения, комиссия заведомо не могла оценить действия руководства страны с должной суровостью. Напротив, военный историк и теоретик Мартин Ван Кревельд счёл выводы комиссии излишне жёсткими. По мнению Кревельда, высказанному в 2008 году, кампания в Ливане, несмотря на ряд несомненных просчётов и неудач, достигла своей главной цели, лишив «Хезболлу» боевого духа, на что указывает продолжительное затишье на северной границе Израиля. Наконец, в ряде публикаций отмечалось, что отчёты Винограда практически не уделяли внимания предполагаемым военным преступлениям со стороны АОИ, жертвам среди мирного населения Ливана и ущербу, причинённому инфраструктуре этой страны израильскими авиаударами и артобстрелами (в частности, комиссия не стала подвергать сомнению слова Дана Халуца о том, что он наложил полный запрет на использование кассетных бомб в местах сосредоточения гражданского населения).